# Villanueva de la Fuente (kommunhuvudort)
Villanueva de la Fuente är en kommunhuvudort i Spanien.   Den ligger i provinsen Provincia de Ciudad Real och regionen Kastilien-La Mancha, i den centrala delen av landet, 210 km söder om huvudstaden Madrid. Villanueva de la Fuente ligger 1 006 meter över havet och antalet invånare är 2 602.
Terrängen runt Villanueva de la Fuente är platt åt nordväst, men åt sydost är den kuperad. Runt Villanueva de la Fuente är det mycket glesbefolkat, med 5 invånare per kvadratkilometer. Villanueva de la Fuente är det största samhället i trakten. Omgivningarna runt Villanueva de la Fuente är i huvudsak ett öppet busklandskap.